# Arcuator melanicus
Arcuator melanicus är en tvåvingeart som beskrevs av Curtis W. Sabrosky 1985. Arcuator melanicus ingår i släktet Arcuator och familjen fritflugor.
Artens utbredningsområde är Kenya. Inga underarter finns listade i Catalogue of Life.